# Regne Igbomina
El regne Igbomina fou un estat que va existir a l'actual Nigèria fins al segle xix, en territori dels iorubes. El terme Igbomina o Igbonna es refereix tant a les persones (plural igbomines) com a la terra que ocupen, que es troba a la part nord de la regió del sud-oest de Nigèria. Els anglesos esmentaven el país com Igbominaland, que limitava al nord-oest amb Ilorin, al sud amb el regne d'Ijesa, al sud-est amb la regió d'Ekiti (un altre grup ioruba), a l'est amb la regió de Yagba, i al nord amb el Regne Nupe (l'únic veí no ioruba) en la part al sud del riu Níger. Altres veïns menors d'Igbomina eren els Ibolo (un grup ioruba de les ciutats d'Offa, Oyan i Okuku a l'oest). En l'actualitat l'antic regne Igbomina consta de tres àrees de govern local (LGA) a l'estat de Kwara: Irepodun, Ifelodun i Isin; i dos àrees de govern local a l'estat d'Osun: Ila i Ifedayo.

## La reialesa
Registres colonials britànics de la ciutat d'Oba-Igbomina, indiquen que l'antic rei (Oba) utilitzava la "corona de ferro i la vareta" com insígnies reials, potser com a resultat de l'antiga participació del poble en la fosa de ferro i la tecnologia i el treball del ferro. Hi ha algunes referències al "ide" que és llautó, però no al "irin", que és el ferro, pel que la corona "de ferro" i la vareta reial més probablement estaven fets d'algun aliatge de ferro amb llautó o bronze. Els posteriors regnes ioruba (menys antics que el del poble igbomina), utilitzaren en lloc de "la corona i la vara de ferro com insígnies", aquests elements amb decoració, possiblement a causa que les pedres precioses i objectes de vidre reemplaçaren als objectes metàl·lics com a símbol d'alt rang i riquesa.

## El nom
El nom "Igbomina" o "Igbonna" es va encunyar de "Ogbo meu lu na" o "mo Ogbo na" que són les contraccions de "Ogbo meu com ona" o "mo Ogbo na" que significa "el meu Ogbo coneix el camí", que és una referència al místic xafarot "Ogbo" - (el xafarot o matxet tradicional anomenat 'Ogbo' té un poder màgic d'orientació, poder que pilots i mariners utilitzat en l'actualitat per determinar la seva ruta) - que va ser donat per l'antic ancestre ioruba, Oduduwa, al seu fill, Fagbamila Ajagunnla Orangun Ile-Ila al qui havia enviat fora d'Ile-Ife amb una corona (segons la mitològica història oral, Orangun va ser l'únic fill d'Oduduwa que va portar una corona durant més de setanta anys en vida d'Oduduwa) per fundar el seu propi regne. Oduduwa va dir al seu fill, Fagbamila Ajagunnla, que l' Ogbo místic el portaria (el guiaria) a un lloc adequat per establir-se al mateix temps que li havia de servir per aclarir el seu camí a mesura que avançava pel bosc.

## Arqueologia
Els últims resultats de la investigació arqueològica i obres publicades d'història oral, d'experts antropòlegs i arqueòlegs de la Universitat de l'Estat d'Arizona, EUA i de la Universitat d'Ibadan, Nigèria, sobre assentaments contemporanis i posteriors de la regió d'Oba-Igbomina, suggereixen que Oba va ser fundada entre els segles IX i X. Conflictes regulars amb els veïns nupes van donar lloc a cicles d'abandonament i la reocupació de la ciutat.

## Història
Els igbomines són descendents directes d'Oduduwa, sent el seu progenitor el segon fill mascle d'Oduduwa, de nom Orangun Fagbamila Ajagunnla. Igual que tots els fills d'Oduduwa, va emigrar d'Ile-Ife i va trobar al seu propi regne. Va conquistar i més tard es va instal·lar en una vasta extensió de terra que avui s'estén a través de dues fronteres estatals, els estats d'Osun i de Kwara. El nom "Igbomina" del país i la gent deriva de Ogbomona; "Ogbo" és el xafarot o matxet místic que li va donar el seu pare, Oduduwa; el matxet va ser utilitzat com una guia mística amb la qual Orangun (Orà-mi-gun) Fagbamila Ajagunnla va arribar al seu regne que avui es coneix com a Igbmomina.
No se sap amb certesa quan es va iniciar el poblament del regne Igbomina. Les tradicions locals posen l'accent en l'existència d'estats bastant ben definits a la zona abans del segle xix. De fet, a principis del segle xviii es van poder identificar moltes estructures estatals independents. Aquestes inclouen Omu-Aran, Ajase, Isanlu-Isin, Iwo, Edidi, Or, Ora, Aun, Ikosin i Igbaja. Cadascun d'aquests té tradicions separades sobre la fundació i el creixement especific del regne. És fora d'aquest conglomerat que Igbomina arribar a existir. El més notable d'aquests regnes va ser el regne d'Ila, el governant del qual, el Orangun, és considerat tradicionalment com el líder dels igbomines.
L'evidència arqueològica i lingüística suggereix que els igbomines podrien haver precedit els pobles del voltant, excepte potser els nupes i els iagbes. Igbomina (Igbominaland) és sens dubte anterior a l'era d'Oduduwa com s'evidencia per les tradicions orals de les migracions reials i no reials d'Oduduwa d'Ile-Ife, que esmenta dinasties existents en el lloc, però que foren desplaçades, subsumides o sotmeses. Més de 800 pedres gravades, majoritàriament representant figures humanes, s'han trobat al voltant de Esie a la part occidental d'Igbomina, i als llogarets d'Ijara i Ofaro. No se sap qui va crear les escultures o gravats, però sembla que foren creades al voltant de l'any 1100. Sembla que, a banda dels conflictes més recents en els dos últims segles, en temps més antics Oyo, Ijesha, i Ekiti haurien pressionat a Igbomina i capturat terres a les planes, restringint-los a la terra més robusta i de menor qualitat de les muntanyes Ioruba. Igbomina, per contra, sembla haver pressionat als nupes (regne de Nupe) i iagbes (regne de Yagba) i els haurien pres alguns territoris però també haurien perdut altres territoris davant d'ells en altres llocs.
En la història tradicional ioruba, Oduduwa és el primer rei dels ioruba. Les tradicions iorubes asseguren que Ile-Ife és el bressol de la seva civilització. Altres ciutats i regnes ioruba van créixer fora d'Ile-Ife i alguns d'ells fins i tot van arribar a ser més poderós que la seva font original. Els principals regnes de la terra ioruba, a part d'Ile-Ife, a l'inici del segle xix, eren:
- El regne Egba (Abeokuta) sota un Alake
- Igbomina sota un Orangun
- Regne d'Ijebu sota un Awujale
- Regne de Ketu sota un Alaketu
- Regne d'Ondo sota un Osemawe
- Owo sota un Olowo
- Owu sota un Olowu
- Imperi d'Oyo sota un Alaafin
- Popo sota un Onipopo
- Sabe sota un Onisabe
Altres regnes ioruba van ser Ilaje, Egbado i Awori. Els governants d'aquests regnes tenien el seu origen en Ile-Ife i el seu descens expressa o implícitament en Oduduwa, per tant el igbomines tenen origen en Ile-Ife. La seva migració d'aquesta terra va començar després que el referèndum es va dur a terme per tots els iorubes a Ita Ajera a Ile Ife. Aquest referèndum es va dur a terme per discutir i decidir la forma de descongestionar la superpoblada Ile Ife el bressol de la terra ioruba. El resultat del referèndum va ser que tots els fills i filles d'Oduduwa amb els seus seguidors, es mourien d'Ile-Ife per trobar llocs de residència. Cada príncep o una princesa se li va donar una corona i un símbol, que més tard es va convertir en un símbol de la seva autoritat. Als que després foren els igbomines se'ls va donar un xafarot o matxet anomenat "Ada Ogbo". Es creu que aquest matxet va ser donat a Orangun Fagbamila Ajagunnla d'Ila net d'Ododuwa, el suposat progenitor de la raça ioruba. Es creu que aquest xafarot o matxet posseïa un poder espiritual que va actuar com a guia per al poble igbomina durant el seu itinerari d'Ile-Ife fins al regne Igbomina. És a causa que el matxet marcava i detectava la ruta que se li va donar el nom de "Ogbo mi Mona" (El meu matxet és capaç de mostrar-me els meu camí). Això es va escurçar més tard a "Ogbomona", que més tard, amb el pas del temps va canviar a Igbomina. Així doncs segons la tradició fou el matxet qui va conduir al poble dels igbomines a la terra del regne Igbomina.
Transformacions radicals, conflictes i guerres, així com les epidèmies van donar lloc a grans dispersions i migracions antigues com les diàspores igbomines documentades en la història oral, la poesia oral i cançons de lloança als llinatges de diversos clans igbomines. Algunes de les ciutats del regne Igbomina són conegudes per esdeveniments històrics o altres fets; un exemple és el pujol Gegele a Igbaja.
La revolució islàmica que es va estendre per l'oest del Sudan al segle xix va portar a la fundació del califat de Sokoto que va dominar el panorama polític d'una proporció considerable de la zona que més tard es va convertir en Nigèria. Si bé amb la intervenció britànica colonial, l'exercici del poder polític per aquest imperi va arribar a la seva fi a principis del segle xx, la influència sociocultural i religiosa dels gihadistes fulanis es va mantenir omnipresent en la vida diària de les persones, especialment els igbomines de l'estat de Kwara, fins i tot durant l'època colonial i en l'era post colonial.
El regne Igbomina des de fa molt de temps, potser des de la seva aparició com una comunitat autònoma distingible, ha tingut un estat ininterromput de vassallatge. Va passar de la mà d'un senyor imperial a una altra en ràpida successió amb diferents grau de control dels seus assumptes interns per l'autoritat imperial. D'aquests llarga tradició de subordinació, la tradició de l'opressió d'Ilorin no té rival quant a brutalitat amb les altres experiències de dominació exterior. Aquest record ha sobreviscut al pas del temps. Aquestes històries es transmeten de pares a fills com a contes al costat del foc, assumint la condició de mite i llegenda i en alguns moments es tornen tan emotius que és difícil separar els fets de la fantasia.
No obstant això, els igbomines van al·legar haver-se sotmès de manera pacifica i no haver estat militarment subjugats per Ilorin com per merèixer aquest tracte degradant i que la diplomàcia o "traïció" (com els igbomines diuen) era responsable de la manera en què es va produir la seva incorporació al sistema imperial d'Ilorin. Fou la por dels caçadors d'esclaus i la inseguretat general que va impregnar la política del segle xix al país ioruba després de la desintegració de l'antic Imperi d'Oyo, que els va fer sotmeten voluntàriament a l'aliança amb Ilorin. Però aquest estat per contra, afirma amb claredat la conquesta militar com la manera d'integració del regne Igbomina en el sistema de l'emirat i tenen com a punt de referència l'evidència documental (aclaparadora) que recolzar aquesta afirmació.
La Ilorin Provincial Gazetteer (1918) data la fundació d'Igbaja, una de les ciutats del regne Igbomina (governada per un cap titulat Elese), a tot tardar a finals del segle xvii o principis del segle xviii, mentre que el Igbaja District Gazetteer (1933-1935) ho situa al voltant de 1750. L'any 1800, l'alafin (governant suprem dels ioruba a l'Imperi d'Oyo) havia consolidat el seu poder sobre el regne Igbomina i va col·locar un Ajele (governador) a Ilorin per salvaguardar els seus interessos. Igbomina va quedar en mans d'Ilorin sota el general Afonja, revoltat allí el 1817, i que va esdevenir un estat poderós. Després del 1840 Ibadan es va convertir en l'estat més poderós de Iorubalàndia, i va establir el control sobre Igbomina i sobre la vall d'Oshun, Ife, Ijesa, Ekiti, Akoko, i parts d'Iyagba. Ilorin va seguir tenint ambicions per controlar un territori en el seu veïnatge immediat - concretament Igbomina i Ibolo (especialment Offa) - però temia a Ibadan. En les guerres civils iorubes de la segona meitat del segle xix, Ijesa fou el regne capdavanter d'una confederació coneguda com la Ekitiparapo que significa "Junts amb Ekiti"; la confederació es va formar amb forces combinades d'Ijesa, Egbomina i Ekiti per lluitar per la independència del seu poble.
La Sudan Interior Mission va arribar a Oro Ago el 1911, a Agunjin abans de 1918, i a Oke Oyan, Igbaja i Oke Aba en la dècada de 1920. A partir de la dècada de 1930, es van establir escoles primàries i secundàries, el que va provocar canvis en les formes de vida tradicionals.